# Carrie-Anne Moss
Pour les articles homonymes, voir Moss.
Carrie-Anne Moss est une actrice canadienne, née le 21 août 1967 à Burnaby (Colombie-Britannique). Elle est principalement connue pour avoir joué le rôle de Trinity dans la tétralogie Matrix.

## Biographie

### Jeunesse et formation

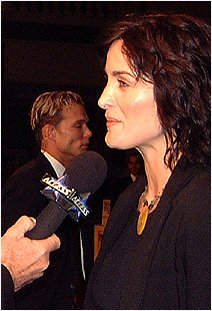
Carrie-Anne Moss en 1999.

La mère de Carrie-Anne Moss l'a prénommée ainsi à cause d'une chanson du groupe The Hollies de l'année 1967 qui portait ce titre.
La jeune fille grandit avec sa mère Barbara et son grand frère Brooke, après le divorce de ses parents. À 11 ans, elle rejoint la troupe d'enfants du Théâtre musical des enfants de Vancouver (Vancouver Children's Musical Theater) et part en tournée en Europe un peu plus tard avec la Magee Secondary School Choir.
Elle fréquente la même école secondaire que l'acteur Gil Bellows. Elle intègre ensuite l’American Academy of Dramatic Arts, à Pasadena, en Californie.
En 1985, alors âgée de 18 ans, elle quitte Vancouver pour aller à Toronto où elle devient mannequin. Cette carrière la mène au Japon et en Espagne.
En 1991, alors installée en Espagne, elle apprend qu'elle a décroché un rôle dans la série Juge de la nuit, qui est son premier rôle à la télévision. Elle quitte alors Barcelone pour se rendre à Los Angeles en 1992.

### Débuts télévisuels et révélation cinématographique
Elle enchaîne les apparitions dans des séries télévisées mineures — dont un rôle régulier dans l'éphémère Models Inc., entre 1994 et 1995 — et des productions qui passent majoritairement inaperçues, jusqu'en 1999.
Elle est en effet choisie par les Wachowski pour jouer le premier rôle féminin de leur thriller de science-fiction, Matrix. Le blockbuster est un succès critique et commercial surprise mondial, et fait de l'actrice une vedette. Elle retrouve ses partenaires Keanu Reeves et Laurence Fishburne pour deux suites, tournées conjointement, et toutes deux sorties durant l'année 2003. L'actrice prête aussi sa voix aux jeux vidéo et dessins animés tournant autour du film, qui donne naissance à un vaste univers.
Cette visibilité lui permet de passer à des productions plus exposées : en 2000, elle évolue ainsi dans le drame sentimental Le Chocolat, aux côtés de Johnny Depp et Juliette Binoche, et dans une production des Studios Disney, The Crew, avec Richard Dreyfuss et elle joue dans le film de science-fiction, Planète rouge, avec Val Kilmer. Elle est surtout dirigée par Christopher Nolan dans le thriller Memento. Sa performance lui vaut un Independent Spirit Award. Il s'agit aussi du plus gros succès critique de sa carrière.
Néanmoins, sa carrière cinématographique décline passé la trilogie Matrix. Seules quelques productions échappent à un désintérêt public et à l'échec critique : tout d'abord le drame Snow Cake, en 2006, avec Sigourney Weaver et Alan Rickman ; puis en 2007, le thriller Paranoïak, de D. J. Caruso, suivi du plus confidentiel Fido, écrit et réalisé par Andrew Currie, dont elle joue le rôle principal. En 2010, c’est aux côtés de Samuel L. Jackson que l’actrice, en agent du FBI, s’engage dans une course contre la montre pour sauver des vies dans No Limit. L’artiste participe ensuite à une nouvelle grosse production ou elle interprète une terrifiante prêtresse dans Silent Hill: Revelation 3D. En 2014, elle joue le rôle de Aurelia dans le film péplum Pompéi de Paul W.S. Anderson.
Un quatrième film Matrix est officialisé le 20 août 2019 par Warner Bros. Keanu Reeves et Carrie Anne-Moss sont annoncés au casting, dans leurs rôles de Neo et de Trinity. Le tournage de Matrix Resurrections prend fin le 11 novembre 2020 et le film connaît une sortie mondiale le 22 décembre 2021.

### Retour télévisuel

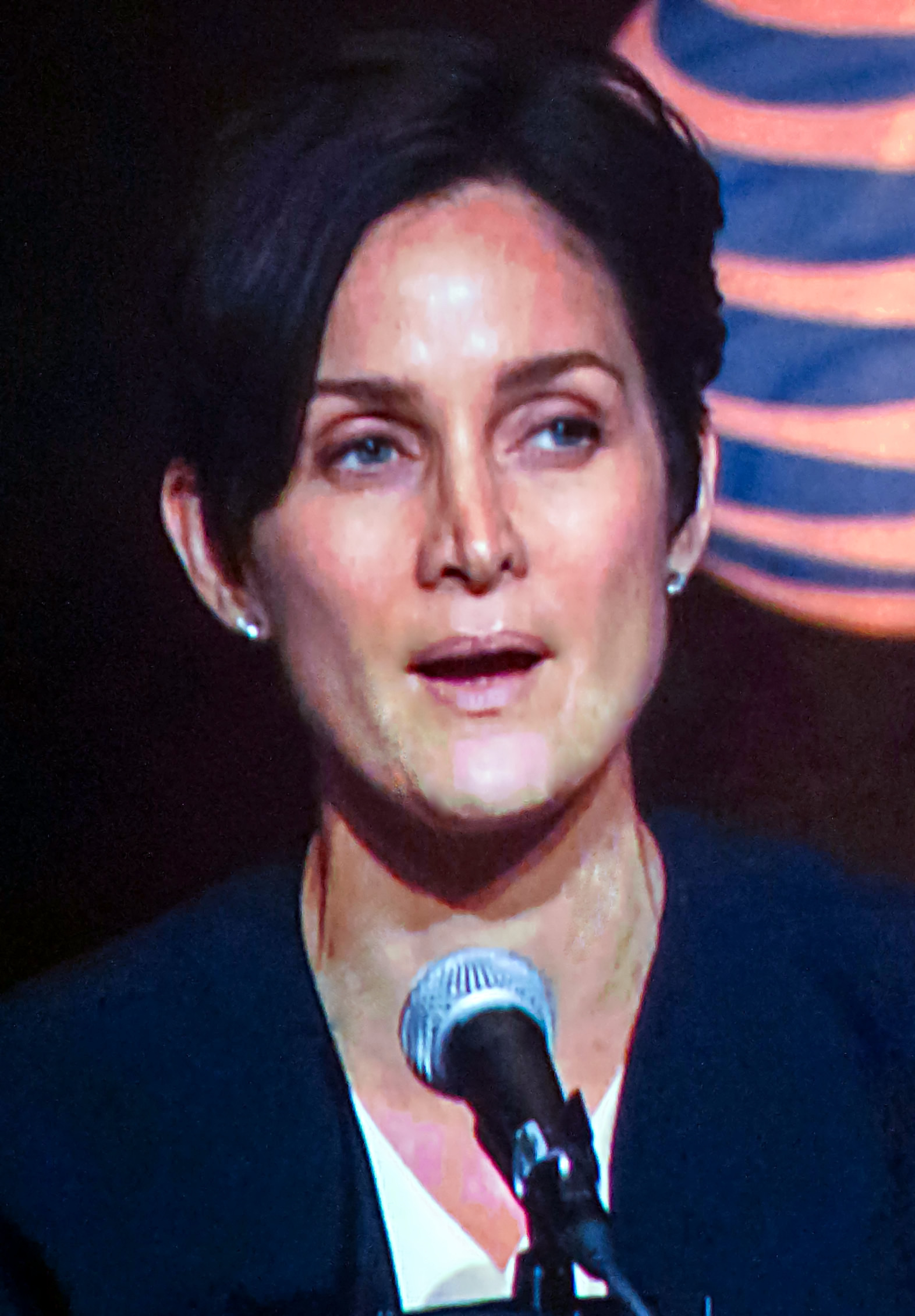
Carrie-Anne Moss à la New York Comic Con en 2015.

Les années 2010 sont donc marquées par un retour à la télévision : en 2008, le pilote de la série Pretty/Handsome, développé par Ryan Murphy, et dont elle interprétait l'un des rôles principaux, n'est pas commandé par la chaîne FX.
En 2010, elle prête donc sa voix à Aria, un personnage de la série de jeux vidéo Mass Effect dans sa version anglophone. Et entre 2011 et 2012, elle revient aux séries dans un registre plus parodique : elle joue en effet de son image dans la série d'action Chuck, où elle incarne le personnage récurrent de Gertrude Verbanski durant cinq épisodes.
La rentrée suivante, elle tient le rôle féminin principal de la série dramatique Vegas, qui ne dépasse pas sa commande initiale de 21 épisodes.
En 2014, elle tient un rôle récurrent dans la seconde saison de la co-production internationale Crossing Lines ; mais c'est un autre projet d'envergure mondiale qui lui permet de faire un retour plus remarqué : elle fait partie de la distribution principale de la série de superhéros Jessica Jones, lancée fin 2015 sur la plateforme Netflix, et faisant partie de l'Univers cinématographique Marvel. En 2016, elle interprète le Dr. Athena Morrow dans la saison 2 de la série britannique Humans.

### Vie privée
Elle s'est mariée avec l'acteur Steven Roy en 1999. Ils ont ensemble deux fils, Jaden et Owen, et une fille, Frances Beatrice.
Sa meilleure amie est Maria Bello[réf. souhaitée], qui est la marraine de son premier fils.

## Filmographie

### Cinéma
- 1993 : Flashfire d'Elliot Silverstein : Meredith Neal
- 1994 : Le Piège (The Soft Kill) d'Eli Cohen : Jane Tanner
- 1995 : Toughguy de James Merendino : Tracy
- 1996 : Sabotage de Tibor Takács : Louise Castle
- 1996 : 364 Girl a Year de Rocco Urbisci :
- 1997 : Trafic à haut risque (Lethal Tender) de John Bradshaw : Melissa Wilkins
- 1997 : The Secret Life of Algernon (en) de Charles Jarrott : Madge Clerisy
- 1999 : Matrix (The Matrix) des Wachowski : Trinity
- 1999 : New Blood de Michael Hurst : Leigh
- 2000 : Le Chocolat (Chocolat) de Lasse Hallström : Caroline Clairmont
- 2000 : Planète rouge (Red Planet) d'Antony Hoffman : Bowman
- 2000 : Memento de Christopher Nolan : Natalie
- 2000 : The Crew de Michael Dinner : Detective Olivia Neal
- 2003 : Kid's Story : Trinity (voix)
- 2003 : A Detective Story : Trinity (voix)
- 2003 : Matrix Reloaded (The Matrix Reloaded) des Wachowski : Trinity
- 2003 : Matrix Revolutions (The Matrix Revolutions) des Wachowski : Trinity
- 2004 : Suspect Zero d'E. Elias Merhige : Fran Kulok
- 2005 : Génération Rx (The Chumscrubber) d'Arie Posin : Jerri Falls
- 2005 : Sledge: The Untold Story de Brad Martin : elle-même / la petite amie dans le film
- 2006 : Mini's First Time de Nick Guthe : Diane
- 2006 : Snow Cake de Marc Evans : Maggie
- 2007 : Fido d'Andrew Currie : Helen Robinson
- 2007 : Paranoïak de D. J. Caruso : Julie
- 2007 : Normal de Carl Bessai
- 2008 : Fireflies in the Garden de Dennis Lee : Kelly Hanson
- 2009 : Love Hurts de Barra Grant (en) : Amanda Bingham
- 2010 : No Limit (Unthinkable) de Gregor Jordan : Agent Helen Brody
- 2012 : Silent Hill: Revelation 3D de Michael J. Bassett : Claudia Wolf
- 2012 : Knife Fight de Bill Guttentag : Penelope Nelson
- 2013 : Compulsion d'Egidio Coccimiglio : Saffron
- 2013 : The Boy Who Smells Like Fish d'Analeine Cal y Mayor : Catherine
- 2014 : Pompéi de Paul W.S. Anderson : Aurélia
- 2014 : La Chanson de l'éléphant (Elephant Song) de Charles Binamé : Olivia
- 2014 : The Clockwork Girl : Admiral Wells (voix)
- 2015 : Frankenstein de Bernard Rose : Elizabeth Frankenstein
- 2016 : Brain on Fire de Gerard Barrett (en) : Rhona Nack
- 2017 : The Bye Bye Man de Stacy Title : Détective Shaw
- 2021 : Matrix Resurrections (The Matrix Resurrections) de Lana Wachowski : Tiffany/Trinity
- 2023 : Accidental Texan de Mark Lambert Bristol : Faye
- 2024 : Die Alone de Lowell Dean : Mae

### Télévision

#### Téléfilms
- 1993 : Doorways (en) de Peter Werner : Laura
- 2007 : Suspect de Guy Ritchie : lieutenant Chivers
- 2008 : Pretty/Handsome (en) de Ryan Murphy : Elizabeth Fitzpayne
- 2011 : Normal de Timothy Busfield : Ann Brown
- 2015 : Pirate's Passage de Mike Barth et Jamie Gallant : Kerstin Hawkins (voix)

#### Séries télévisées
- 1989 : Le Voyageur (The Hitchhiker) (saison 5, épisode 24 : L'Ennemie) : Lookalike
- 1991-1993 : Le Juge de la nuit (Dark Justice) (7 épisodes) : Tara McDonald
- 1991-1993 : Street Justice : Jennifer
  - (saison 1, épisode 4 : Kid Stuff)
  - (saison 2, épisode 13 : A Sense of Duty)
- 1992 : Le Justicier des ténèbres (Forever Knight) (saison 1, épisode 18 : Feeding the Beast) : Monica Howard
- 1992 : Down the Shore (en) (saison 1, épisode 11 : Atlantic City) : Nancy
- 1992 : Le Bar de l'angoisse (Nightmare Cafe) (saison 1, épisode 1 : Nightmare Cafe) : Amanda
- 1993 : Les Dessous de Palm Beach (Silk Stalkings) (saison 3, épisode 2 : Un alibi de charme) : Lisa / Lana Bannon
- 1993 : Matrix (13 épisodes) : Liz Teel
- 1993 : La Loi de Los Angeles (L.A Law) (saison 8, épisode 7 : L'Accident) : la femme qui conduit la Jeep
- 1994 : Alerte à Malibu (Baywatch) (saison 4, épisode 16 : Jeux de miroir) : Gwen Brown / Mattie Brown
- 1994-1995 : Models Inc. (29 épisodes)
- 1995 : L'Homme de Nulle Part (Nowhere Man) (saison 1, épisode 4 : La Rencontre) : Karin Stoltz
- 1996 : Un tandem de choc (Due South) (saison 2, épisode 7 : Juliette pour toujours) : Irene Zuko
- 1996-1997 : FX, effets spéciaux (F/X The Series) (22 épisodes) de Mario Azzopardi
- 1997 : Viper (saison 3, épisode 1 : Triple Jeu) : Stacy Taylor
- 2011-2012 : Chuck : Gertrude Verbanski (saison 5, 4 épisodes)
- 2012-2013 : Vegas (21 épisodes) de James Mangold
- 2014 : Crossing Lines : lieutenant Amanda Andrews (saison 2, 4 épisodes)
- 2015-2018 : Jessica Jones (A.K.A. Jessica Jones) : Jeri Hogarth
- 2016 : Daredevil (Daredevil) (saison 2, épisode 13) : Jeri Hogarth
- 2016 : Humans : Dr Athena Morrow (saison 2, 8 épisodes)
- 2017 : Iron Fist : Jeri Hogarth (saison 1)
- 2017 : The Defenders (mini-série) : Jeri Hogarth (saison 1)
- 2019-2020 : Tell Me a Story : Rebecca Pruitt
- depuis 2020 : Wisting (en): Maggie Griffin
- 2023 : The Acolyte : Indara
- 2025 : Fubar : Greta Nelso (saison 2)

### Jeux vidéo
- 2003 : Enter the Matrix : Trinity
- 2005 : The Matrix: Path of Neo : Trinity
- 2009 : CR: Enter the Matrix : Trinity
- 2010 : Mass Effect 2 : Aria T'Loak
- 2012 : Mass Effect 3 : Aria T'Loak
- 2021 : Horizon Forbidden West : Tilda (voix et capture de mouvement)

## Voix francophones
En version française, Danièle Douet est la voix de Carrie-Anne Moss dans la quasi-intégralité de ses apparitions. Elle la double notamment dans la franchise Matrix, The Crew, Planète rouge, Chuck, No Limit, Silent Hill: Revelation 3D, Pompéi, Crossing Lines, ou encore les différentes séries The Defenders.
En parallèle, elle est doublée à trois reprises par Juliette Degenne dans Models Inc., FX, effets spéciaux et Paranoïak ainsi qu'à titre exceptionnel par Sophie Deschaumes dans Le Chocolat, Sophie Arthuys dans Memento et Marjorie Frantz dans la série Fubar
En version québécoise, Nathalie Coupal est la voix régulière de l'actrice, la doublant dans Chocolat, Planète rouge, Plaisirs glacés, La fosse aux lions, Pompéi et Ne dis rien. Elle est également doublée par Catherine Hamann dans Des lucioles dans le jardin et Valérie Gagné dans La Chanson de l'éléphant.